# Ткаченко, Евгений (футболист)
Евгений Ткаченко (род. 6 марта 1984, Небит-Даг, Красноводская область) — туркменский футболист, полузащитник.

## Биография
Начал карьеру футболиста в 2003 году в составе клуба «Мерв». Больше всего сезонов в карьере — 14 (с перерывами) — отыграл за «Небитчи» (с 2010 по 2018 — «Балкан»). Являлся капитаном команды. Также играл за «Шагадам», который стал его последним клубом в карьере в 2020 году. Четырежды становился чемпионом Туркменистана (2004, 2010, 2011, 2012). Обладатель Кубка Туркменистана (2012). В 2010 году по итогам Кубка Президента Туркменистана был включён в символическую сборную турнира.
Являлся участником Кубка президента АФК в составе «Балкан». В 2013 году вместе с командой впервые в истории Туркменистана стал победителем турнира. Всего в Кубке президента АФК провёл 16 матчей и забил 1 гол.